# 광산중학교
광산중학교(光山中學校)는 대한민국 광주광역시 광산구 우산동에 위치한 공립 중학교이다.

## 학교 연혁
- 1984년 12월 4일 : 광산중학교 설립 인가
- 1985년 5월 18일 : 개교
- 1988년 2월 11일 : 제1회 졸업(149명 졸업)
- 2003년 11월 1일 : 도서관 리모델링 공사 후 재개관
- 2005년 6월 1일 : 교육인적자원부 교육복지 우선투자 학교 선정
- 2006년 12월 29일 : 교육인적자원부 『상담정책 연구학교』 선정
- 2012년 3월 1일 : 교육부 지정 창의․인성 모델학교 운영
- 2016년 3월 2일 : 혁신학교 지정
- 2023년 3월 1일 : 제18대 한명희 교장 취임
- 2024년 12월 31일 : 제38회 졸업식(88명, 총 졸업생 8,289명)
- 2025년 3월 4일 : 제41회 입학식(84명 남 48명, 여 36명)

## 참고 자료
- 광산중학교 - 한국교육학술정보원 학교알리미